# Alte Pfarrkirche Matzleinsdorf (Wien)

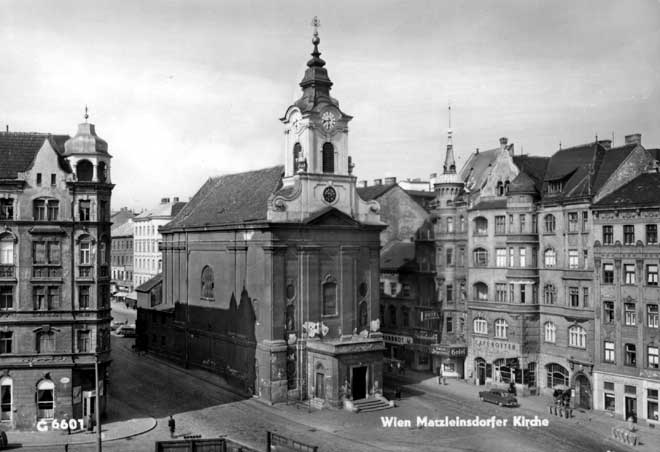
Ehemalige Florianikirche (vor 1939)

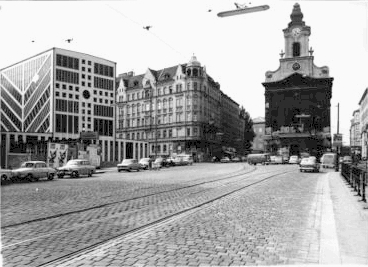
Alte und Neue Florianikirche (1965)

Die Florianikirche war eine römisch-katholische Pfarrkirche im 5. Wiener Gemeindebezirk Margareten. Die Pfarrkirche gehörte zum Stadtdekanat 4/5 im Vikariat Wien Stadt der Erzdiözese Wien. Als Florianikirche oder Rauchfangkehrerkirche wurde auch die alte, dem heiligen Florian gewidmete, Matzleinsdorfer Pfarrkirche bezeichnet, die sich bis 1965 in der Mitte der Wiedner Hauptstraße befand und als ein Wiener Wahrzeichen galt.

## Geschichte
Die Kirche wurde an Stelle einer zuvor dort befindlichen Marien-Kapelle aus älterer Zeit errichtet und im einfachen Barockstil 1725 vollendet. Der Pfarrgarten wurde an Stelle des 1784 aufgelassenen und nach Nikolsdorf verlegten Friedhofs angelegt. Der Befehl Josephs II. zum Abriss der Kirche scheiterte 1787 am Widerstand der Bevölkerung. 1820 wurde ein Sakristeigebäude angebaut.
Am 10. Mai 1953 wurden drei neue Glocken geweiht und aufgezogen. Die mittlere Florianiglocke wurde von den Feuerwehren des niederösterreichischen Landesfeuerwehrverbandes gespendet, wobei auch Metall gespendet wurde, beispielsweise alte Messingfeuerwehrkupplungen. 400 Kameraden aus Niederösterreich und den bis 1954 noch zu Groß-Wien gehörenden Randgemeinden nahmen an der Weihe teil und 40 Feuerwehrmänner zogen dann die Glocken auf.
Ab 30. August 1965 erfolgte der Abriss aus verkehrstechnischen Gründen, ungeachtet einer Protestwelle mit 13.000 Unterschriften. Die Tatsache, dass das Gotteshaus in der Mitte der – an dieser Stelle allerdings erweiterten – Wiedner Hauptstraße stand, bildete zwar den besonderen urbanen Reiz des Bauwerks, hatte aber schon vor dem Zweiten Weltkrieg zu Überlegungen geführt, es den Rücksichten des zunehmenden Verkehrs zu opfern. 1935 wurde deshalb bereits der weit in die Straße hineinragende Pfarrhof abgetragen. Ab 1955 verstärkten sich diese Tendenzen, wobei offenbar sowohl die Gemeinde Wien als auch die katholische Kirche an der Beseitigung des „Verkehrshindernisses“ und der Errichtung einer neuen Kirche interessiert waren. Der Abriss der alten Pfarrkirche wurde auch mit der Errichtung einer U-Straßenbahn begründet. Die USTRABA-Trasse in der Wiedner Hauptstraße wurde im Anschluss gebaut und wird an dieser Stelle von mehreren Straßenbahnlinien der Wiener Linien sowie den Zügen der Wiener Lokalbahnen befahren. Ein von der Stadtverwaltung ausgeschriebener Ideenwettbewerb zur Neugestaltung des Straßenraums zwischen Klieber- und Laurenzgasse erbrachte als Siegerprojekt einen von Johann Staber (1928–2005) entworfenen 24 m hohen, für die Mitte der Wiedner Hauptstraße vorgesehenen Glockenturm, der den durch Kirchenabbruch möglich gewordenen Ruheplatz ersetzen sollte  – jedoch unrealisiert blieb.

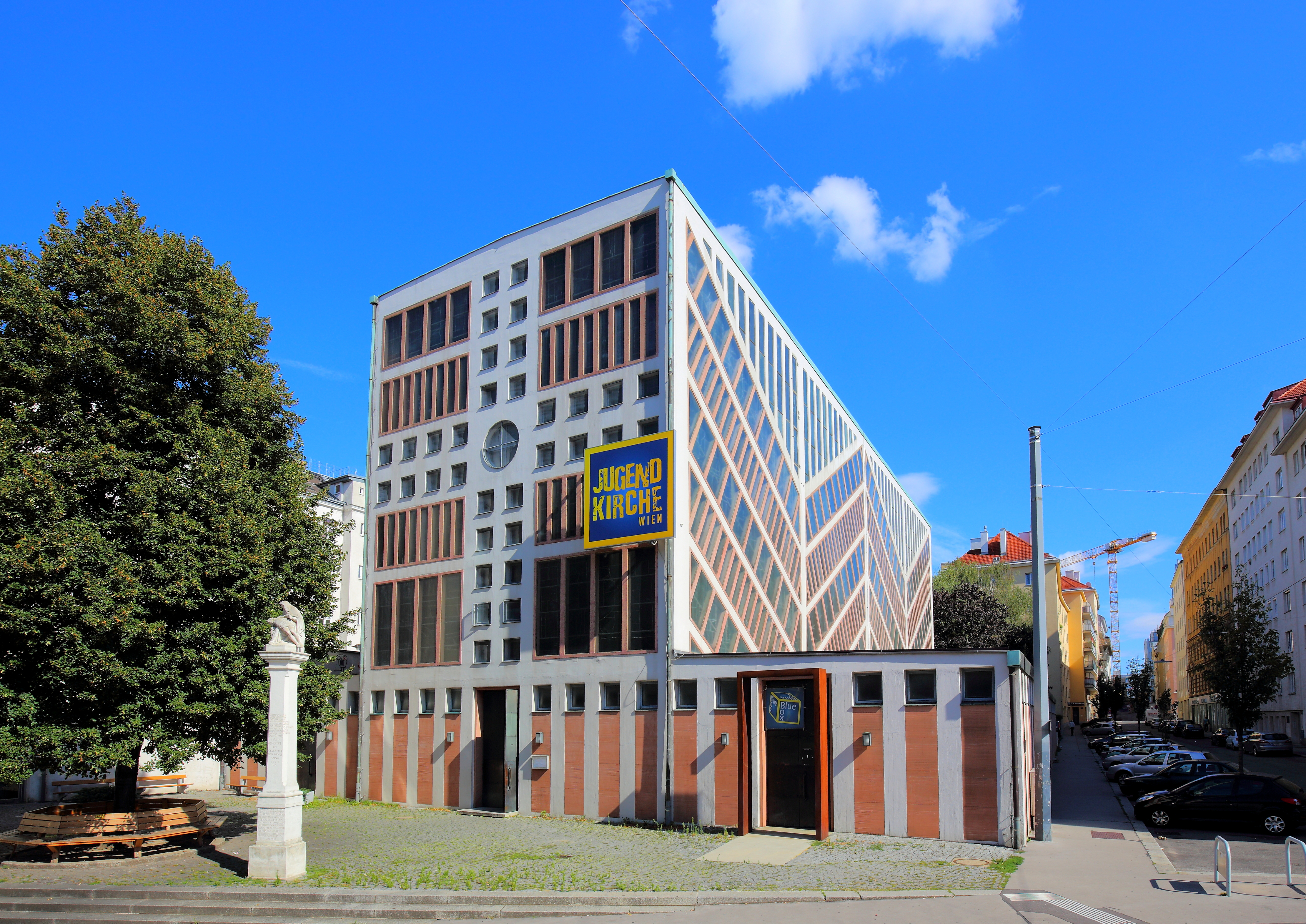
Neue Florianikirche

1965 übernahm die Neue Pfarrkirche Matzleinsdorf die Aufgaben der alten Kirche.